# HMS Prince of Wales (1939)
A HMS Prince of Wales a Brit Királyi Haditengerészet egyik V. György király osztályú csatahajója volt, mely az angliai Birkenheadben lévő Cammell Laird hajógyárban épült. A Prince of Walesnek rövid, de aktív pályafutása volt. Többek között részt vett a Bismarck megállításában, valamint ez a hajó szállította Churchillt az Újfundlandi konferenciára. A hajót 1941-ben a japán repülőgépek elsüllyesztették a Távol-Keleten. Ez az esemény is nagyban hozzájárult ahhoz, hogy a tengeri hadviselésben a csatahajók elveszítsék vezető szerepüket.

## Elnevezése
Az Admiralitás 1936. július 29-én elrendelte egy új King George V osztályú csatahajó építését. A hajónak a HMS King Edward VIII nevet akarták adni, az új uralkodó VIII. Eduárd tiszteletére, de VIII. Eduárd, talán sejtetve a Wallis Simpsonnal való kapcsolata miatti leendő problémáit, megváltoztatta a hajó nevét Prince of Walesre. Az új hajó lett a hetedik, mely a HMS Prince of Wales nevet viselte.

## Építése
A második világháború kitörésekor a Prince of Wales liverpooli építése épp a felszerelésnél tartott. 1940 augusztusában a hajó megrongálódott Liverpool bombázása során. Az egyik bomba a hajó és a part közt csapódott be, így a hajó oldalán számos horpadás keletkezett. Az Admiralitás úgy gondolta, hogy a Prince of Walesre szükség lehet, ha a németek bevetik a Bismarckot vagy a Tirpitzt, így a hajó építését felgyorsították, többek közt számos vizsgálat elhagyásával. A Prince of Walest 1941. január 19-én állították hadrendbe, John Leach kapitány irányítása alatt, de a hajó egészen március 21-éig nem volt teljesen kész.

## Atlanti-óceáni szolgálat
Nem sokkal hadrendbe állítása után, a Prince of Wales csatlakozott a HMS Hood-hoz, a német Bismarck csatahajó és az őt kísérő Prinz Eugen nehézcirkáló üldözésében. Mikor a Prince of Wales kihajózott, fedélzetén még mindig civil szakemberek dolgoztak. Május 24-én a Prince of Wales és a Hood a Dánia-szorosnál megküzdött a két német hadihajóval. A HMS Hood elsüllyedése után a Prince of Wales hét találatot kapott. A találatok következtében a hajó fegyverzetének nagy része használhatatlanná vált, így a Prince of Wales inkább megfutamodott. A rövid csata során a brit hajónak is sikerült kétszer eltalálni a Bismarckot. Egyik találata az elülső üzemanyagtartályt érte, így a német hajónak vissza kellett fordulnia Franciaországba, hogy ott megjavítsák. A Prince of Wales később csatlakozott a HMS Suffolkhoz és Norfolkhoz, melyek már a Dánia-szoros előtt is követték a Bismarckot. Május 25-én, 01.31-kor tűzharc bontakozott ki a Bismarck és a brit hajók közt. Tizenkét órával később a Prince of Wales abbahagyta a német hajó üldözését, mert fogyóban volt az üzemanyagja. Ezt követően visszatért a hajógyárba, ahol 6 hétnyi javítás várt rá.
Augusztusban ez a hajó szállította az angol miniszterelnököt, Winston Churchillt Újfundlandra, hogy részt vehessen az 1941. augusztus 10-én kezdődő találkozón, ahol az Amerikai Egyesült Államok elnökével, Franklin D. Roosevelttel találkozott. Ezen a találkozón írták alá 1941. augusztus 12-én az Atlanti Chartát is. A miniszterelnök szállítása után a hajót a Földközi-tengeri flottához rendelték, ahol konvojokat kísért.

## Csendes-óceáni szolgálat

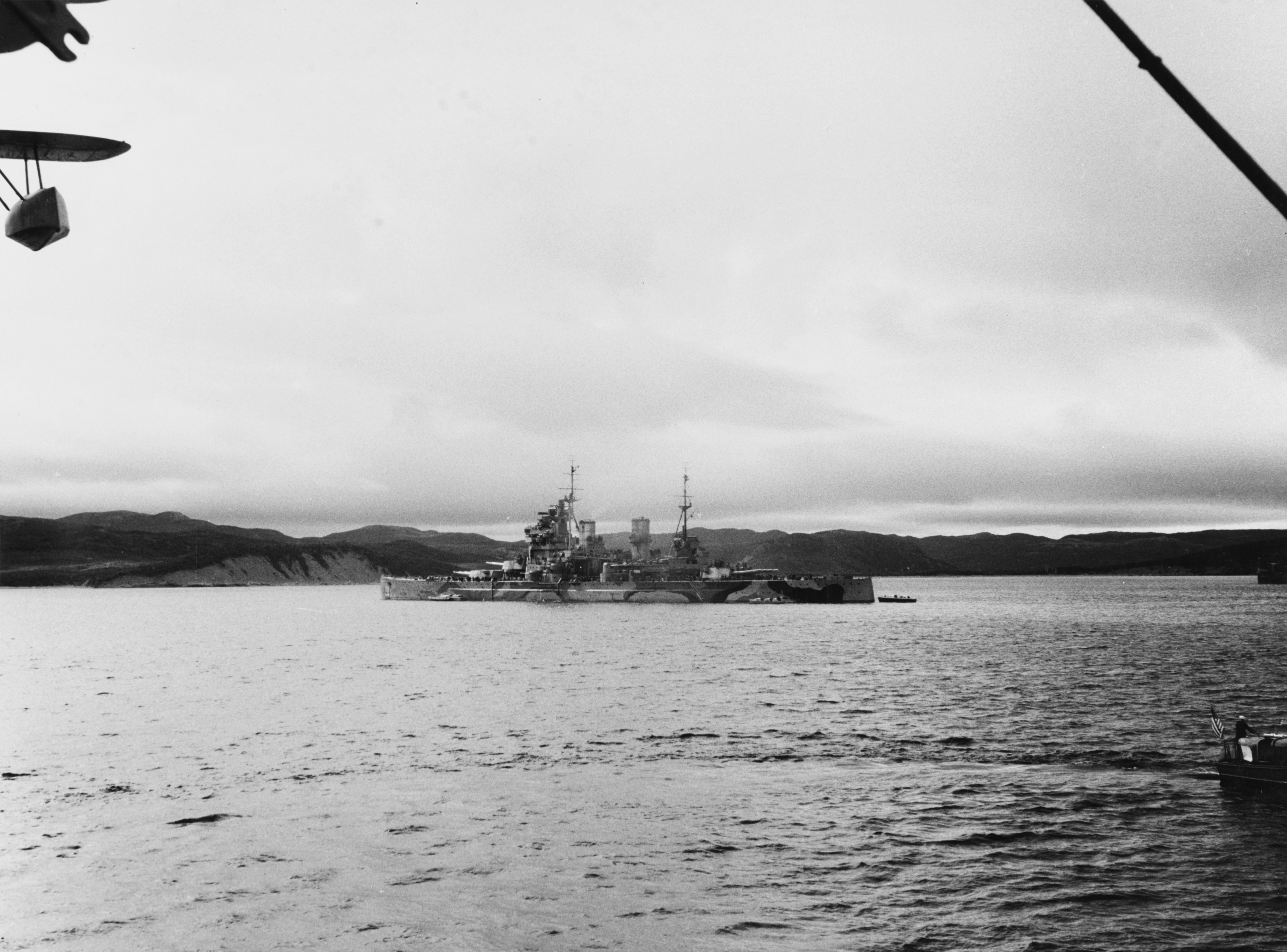
A HMS Prince of Wales Újfundland partjainál, az Atlanti Charta aláírásakor

Október 25-én a Prince of Walest az Amerikai Egyesült Államoknak adták, hogy segíthesse a Csendes-óceáni hadjáratot. A HMS Electrával és a HMS Express-szel együtt a hajó elindult Szingapúrba, hogy Sir Tom Phillips tengernagy irányítása alatt, a Keleti Flotta zászlóshajójává váljon. December elején meg is érkeztek Szingapúrba, ahol csatlakoztak a HMS Repulse csatacirkálóhoz. Eredetileg a HMS Indomitable repülőgép-hordozó is csatlakozott volna az így létrejött Force Z-hez, de Jamaica partjainál zátonyra futott, így javításra szorult.
A hajókat azért küldték Szingapúrba, hogy elrettentésként szolgáljanak a japán agresszióval szemben. Mindezek ellenére a japánok december 8-án megkezdték a támadást. A támadás időpontja egybeesett a Pearl Harbor elleni támadás idejével, csak a nemzetközi dátumválasztó vonal másik oldalán. Phillips tengernagy úgy döntött, hogy rajtaüt a japán partraszálló csapatokon, ezért kiküldte a Prince of Wales csatahajót, a Repulse csatacirkálót valamint további négy rombolót, a HMS Electrát, Expresst, Tenedost, és a HMAS Vampire-t, hogy keressék meg a japán egységeket. A hajók nem jártak sikerrel, sőt az I-65 japán tengeralattjáró észrevette őket, mikor visszafelé tartottak. A japán tengeralattjárók és repülőgépek követték a flottát, majd 1941. december 10-én, mikor a brit hajók légifedezet nélkül maradtak, a japán 22. légiflotta 86 bombázója és torpedóbombázója elsüllyesztette a Prince of Walest és a Repulse-t.

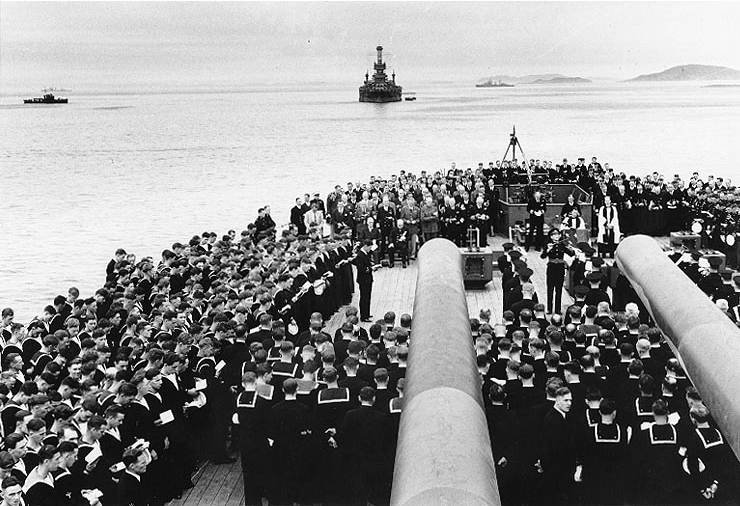
Mise a Prince of Wales fedélzetén

A britek azt remélték, hogy korszerű csatahajóként, a Prince of Wales jobban ellent tud állni a támadásnak, mint az első világháborús Repulse, de nem így történt. Nem sokkal a kikötő elhagyása előtt, a Prince of Wales felszínfigyelő radarja működésképtelenné vált, így a Force Z leghatásosabb jelzőkészüléke használhatatlan volt. A támadás elején a Prince of Wales harcképtelenné vált, mivel egy torpedó eltalálta a hajócsavar és a hajótest illeszkedési pontját. A találat következtében víz ömlött a hajótestbe, a kormánylapát használhatatlanná vált, és a 133 mm-es lövegek erőforrása is megsérült. További két találat érte a hajó leggyengébb részét, amely az 1940-es német bombázás során megsérült, és soha nem tudták teljesen megjavítani. A támadás során a Prince of Walest-t 6 torpedó- és 1 bombatalálat érte. Mikor a hajó elsüllyedt, több száz ember veszett oda, köztük Phillips tengernagy és John Leach kapitány. A Prince of Wales legénységének nagy része mégis megmenekülhetett, mivel a hajó törzse jóval erősebb volt, mint a Repulse csatacirkálóé, aminek elvesztése lényegesen több emberéletet követelt.

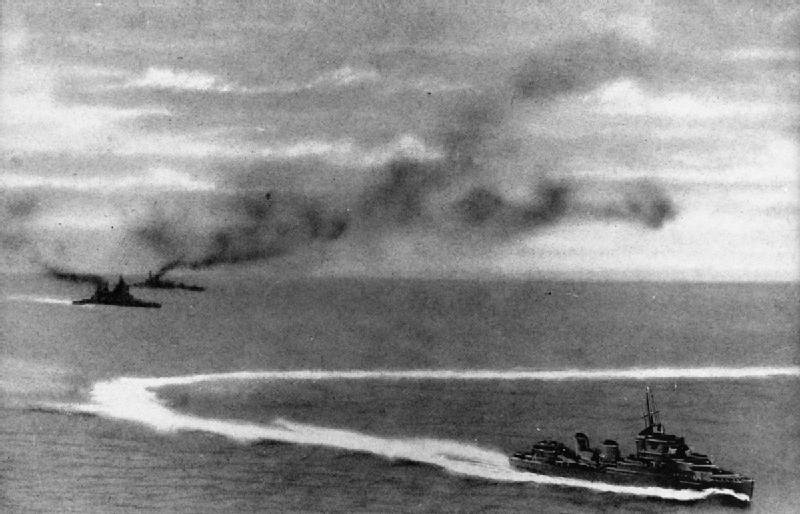
A Prince of Wales (baloldalt, elöl) és a HMS Repulse (baloldalt, hátul) 1941. december 10-én, a japán támadás közben. Az előtérben a HMS Electra vagy a HMS Express látható

A Prince of Wales volt az első nagyobb hadihajó, melyet pusztán repülőgépek segítségével semmisítettek meg a nyílt tengeren. Ez az eset, a csatahajók, tengeri hadviselésben betöltött szerepcsökkenésének előfutára volt. Gyakran állítják, hogy a Prince of Wales elvesztéséhez nagyban hozzájárult a radar hibája, valamint a korábbi bombatámadásból megmaradt sérülés is. A brit Haditengerészeti Építési Igazgató (Director of Naval Construction) jelentése szerint, a hajó elvesztésének fő oka az volt, hogy a Prince of Wales légvédelmi ágyúi, már a torpedók becsapódása előtt is komoly hibákkal rendelkezhettek, különben meg tudták volna akadályozni a támadás sikerét. Ezen túl a legénység kiképzése sem volt megfelelő.
A hajó roncsa körülbelül 47 méter mélyen fekszik a tenger fenekén, északi szélesség 3° 33,6'-nél, és keleti hosszúság 104° 28,7'-nél. A Prince of Wales hajócsavarjához egy bóját kötöztek, melyen a brit zászló lobog. 2001-ben, nem sokkal elsüllyedésének 60. évfordulója előtt, a roncs helyét védett területté nyilvánítottak az 1986-os hadi roncsokat védő törvény (Protection of Military Remains Act 1986) alapján. A hajó harangját 2002-ben két búvár, Gavin Haywood és George McClure, a Védelmi Minisztérium és a Force Z Túlélőinek Szövetségének (The Force Z Survivors Association) engedélyével kiemelte. A harangot restaurálták, majd a liverpooli Merseyside Tengerészeti Múzeumban (Merseyside Maritime Museum) kiállították.